# Arthroleptis kidogo
Arthroleptis kidogo е вид жаба от семейство Arthroleptidae. Видът е критично застрашен от изчезване.

## Разпространение
Разпространен е в Танзания.